# Силуан (Чорней)
Єпископ Силуан (Аурел Степанович Чорней, нар. 5 вересня 1980 с. Остриця, Глибоцький район, Чернівецька область)  — архієрей УПЦ (МП)
Тезоіменитство — 11 вересня (24 вересня) в день пам'яті прп. Силуана Афонського.
Народився 5 вересня 1980 року в селі Остриця Глибоцького району Чернівецької області. Там же у 1997 році закінчив загальноосвітню школу.
У 1999 році був прийнятий до Вознесенського Банченського чоловічого монастиря. 27 жовтня 2000 року на Афоні прийняв чернечий постриг.
20 січня 2001 року був рукоположений у сан ієродиякона, а 5 червня 2008 року — в сан ієромонаха.
З 10 травня 2010 року — виконуючий обов'язки намісника Свято-Вознесенського Банченського монастиря.
24 травня 2012 року був возведений в сан архімандрита.
У 2019 закінчив навчання (заочно) у Почаївській духовній семінарії УПЦ (МП).
17 серпня 2020 року Священний Синод УПЦ (МП) ухвалив рішення обрати архім. Силуана єпископом Герцаївським, вікарієм Чернівецької єпархії РПЦ. 22 серпня 2020 року він був наречений, а 23 серпня 2020 року за Божественною літургією у Свято-Пантелеімонівському жіночому монастирі у Феофанії м. Києва хіротонізований у єпископа Герцаївського. Хіротонію очолив митрополит Київський і всієї України Онуфрій (Березовський). Йому співслужили митрополити Кам'янець-Подільський Феодор (Гаюн), Вишгородський Павло (Лебідь), Бориспільський Антоній (Паканич), ієрарх Антіохійського Патріархату митрополит Аккарський Василій, духовенство обителі та гості у священному сані.

### Нагороди
- право носіння наперсного хреста (21 квітня 2009)